# Vestiplex
Vestiplex is een ondergeslacht van het geslacht van insecten Tipula binnen de familie langpootmuggen (Tipulidae).

## Soorten
Deze lijst van 154 stuks is mogelijk niet compleet.
- T. (Vestiplex) acudorsata (Alexander, 1970)
- T. (Vestiplex) adungensis (Alexander, 1963)
- T. (Vestiplex) aestiva (Savchenko, 1960)
- T. (Vestiplex) aldrichiana (Alexander, 1929)
- T. (Vestiplex) alyxis (Alexander, 1963)
- T. (Vestiplex) ambigua (Savchenko, 1964)
- T. (Vestiplex) apicifurcata (Yang and Yang, 1992)
- T. (Vestiplex) aptera (Savchenko, 1955)
- T. (Vestiplex) arctica (Curtis, 1835)
- T. (Vestiplex) arisanensis (Edwards, 1921)
- T. (Vestiplex) avicularia (Edwards, 1928)
- T. (Vestiplex) avicularoides (Alexander, 1936)
- T. (Vestiplex) balioptera (Loew, 1863)
- T. (Vestiplex) baliopteroides (Alexander, 1945)
- T. (Vestiplex) bergrothiana (Alexander, 1918)
- T. (Vestiplex) bhutia (Alexander, 1959)
- T. (Vestiplex) bicalcarata (Savchenko, 1965)
- T. (Vestiplex) bicornigera (Alexander, 1938)
- T. (Vestiplex) bicornuta (Alexander, 1920)
- T. (Vestiplex) bisentis (Alexander, 1951)
- T. (Vestiplex) biserra (Edwards, 1921)
- T. (Vestiplex) bryceana (Alexander, 1964)
- T. (Vestiplex) canadensis (Loew, 1864)
- T. (Vestiplex) caroliniana (Alexander, 1916)
- T. (Vestiplex) centralis (Loew, 1864)
- T. (Vestiplex) cisalpina (Riedel, 1913)
- T. (Vestiplex) coquillettiana (Alexander, 1924)
- T. (Vestiplex) coronifera (Savchenko, 1960)
- T. (Vestiplex) cremeri (Alexander, 1941)
- T. (Vestiplex) crolina (Dufour, 1992)
- T. (Vestiplex) czizekiana (Alexander, 1970)
- T. (Vestiplex) chiswellana (Alexander, 1964)
- T. (Vestiplex) churchillensis (Alexander, 1940)
- T. (Vestiplex) deserrata (Alexander, 1934)
- T. (Vestiplex) distifurca (Alexander, 1942)
- T. (Vestiplex) divisotergata (Alexander, 1932)
- T. (Vestiplex) dobrotworskyana (Alexander, 1968)
- T. (Vestiplex) doron (Alexander, 1961)
- T. (Vestiplex) erectiloba (Alexander, 1940)
- T. (Vestiplex) eurydice (Alexander, 1961)
- T. (Vestiplex) excisa (Schummel, 1833)
- T. (Vestiplex) exechostyla (Alexander, 1964)
- T. (Vestiplex) factiosa (Alexander, 1940)
- T. (Vestiplex) fernandezi (Theowald, 1972)
- T. (Vestiplex) foliacea (Alexander, 1924)
- T. (Vestiplex) fragilicornis (Riedel, 1913)
- T. (Vestiplex) franzi (Mannheims, 1950)
- T. (Vestiplex) freemanana (Alexander, 1963)
- T. (Vestiplex) fultonensis (Alexander, 1918)
- T. (Vestiplex) gandharva (Alexander, 1951)
- T. (Vestiplex) gedehana (de Meijere, 1911)
- T. (Vestiplex) grahami (Alexander, 1933)
- T. (Vestiplex) guibifida (Yang and Yang, 1992)
- T. (Vestiplex) hadrostyla (Alexander, 1970)
- T. (Vestiplex) halteroptera (Alexander, 1951)
- T. (Vestiplex) hemapterandra (Bezzi, 1924)
- T. (Vestiplex) hemiptera (Mannheims, 1953)
- T. (Vestiplex) himalayensis (Brunetti, 1911)
- T. (Vestiplex) hirticeps (Savchenko, 1960)
- T. (Vestiplex) hugueniniana (Alexander, 1971)
- T. (Vestiplex) immota (Alexander, 1935)
- T. (Vestiplex) immsiana (Alexander, 1970)
- T. (Vestiplex) inaequidentata (Alexander, 1927)
- T. (Vestiplex) inaequifurca (Alexander, 1949)
- T. (Vestiplex) inquinata (Alexander, 1938)
- T. (Vestiplex) jakut (Alexander, 1934)
- T. (Vestiplex) jiangi (Yang and Yang, 1991)
- T. (Vestiplex) kamchatkana (Alexander, 1934)
- T. (Vestiplex) kashkarovi (Stackelberg, 1944)
- T. (Vestiplex) kiritshenkoi (Savchenko, 1960)
- T. (Vestiplex) kosswigi (Mannheims, 1953)
- T. (Vestiplex) kozlovi (Savchenko, 1960)
- T. (Vestiplex) kumaonensis (Alexander, 1961)
- T. (Vestiplex) kuwayamai (Alexander, 1921)
- T. (Vestiplex) kwanhsienana (Alexander, 1934)
- T. (Vestiplex) laccata (Lundstrom and Frey, 1916)
- T. (Vestiplex) leucophaea (Doane, 1901)
- T. (Vestiplex) leucoprocta (Mik, 1889)
- T. (Vestiplex) longarmata (Yang and Yang, 1999)
- T. (Vestiplex) longitudinalis (Nielsen, 1929)
- T. (Vestiplex) longiventris (Loew, 1863)
- T. (Vestiplex) malla (Alexander, 1959)
- T. (Vestiplex) medioflava (Yang and Yang, 1999)
- T. (Vestiplex) mediovittata (Mik, 1889)

- T. (Vestiplex) mitchelli (Edwards, 1927)
- T. (Vestiplex) montana (Curtis, 1834)
- T. (Vestiplex) nestor (Alexander, 1934)
- T. (Vestiplex) nigroapicalis (Brunetti, 1911)
- T. (Vestiplex) nigrocostata (Alexander, 1925)
- T. (Vestiplex) nokonis (Alexander, 1928)
- T. (Vestiplex) nubeculosa (Meigen, 1804)
- T. (Vestiplex) nubila (Savchenko, 1960)
- T. (Vestiplex) opilionimorpha (Savchenko, 1955)
- T. (Vestiplex) optanda (Alexander, 1935)
- T. (Vestiplex) pallidicosta (Pierre, 1924)
- T. (Vestiplex) pallitergata (Alexander, 1934)
- T. (Vestiplex) papandajanica (Edwards, 1932)
- T. (Vestiplex) parvapiculata (Alexander, 1934)
- T. (Vestiplex) pauxilla (Savchenko, 1960)
- T. (Vestiplex) perretti (Alexander, 1928)
- T. (Vestiplex) platymera (Walker, 1856)
- T. (Vestiplex) pleuracantha (Edwards, 1928)
- T. (Vestiplex) proboscelongata (Yang and Yang, 1991)
- T. (Vestiplex) quasimarmoratipennis (Brunetti, 1912)
- T. (Vestiplex) rana (Alexander, 1959)
- T. (Vestiplex) ravana (Alexander, 1953)
- T. (Vestiplex) relicta (Dia and Theowald, 1982)
- T. (Vestiplex) reposita (Walker, 1848)
- T. (Vestiplex) rhimma (Alexander, 1961)
- T. (Vestiplex) riedeliana (Mannheims, 1953)
- T. (Vestiplex) rongtoensis (Alexander, 1963)
- T. (Vestiplex) saccai (Mannheims, 1950)
- T. (Vestiplex) scandens (Edwards, 1928)
- T. (Vestiplex) scripta (Meigen, 1830)
- T. (Vestiplex) schizophallus (Alexander, 1973)
- T. (Vestiplex) schummelana (Alexander, 1968)
- T. (Vestiplex) semivittata (Savchenko, 1960)
- T. (Vestiplex) serricauda (Alexander, 1914)
- T. (Vestiplex) serridens (Alexander, 1920)
- T. (Vestiplex) serrulata (Loew, 1864)
- T. (Vestiplex) setigera (Savchenko, 1960)
- T. (Vestiplex) sexspinosa (Strobl, 1898)
- T. (Vestiplex) siddartha (Alexander, 1961)
- T. (Vestiplex) siebkeana (Alexander, 1970)
- T. (Vestiplex) sintenisi (Lackschewitz, 1933)
- T. (Vestiplex) spathacea (Alexander, 1963)
- T. (Vestiplex) styligera (Alexander, 1927)
- T. (Vestiplex) subapterogyne (Alexander, 1920)
- T. (Vestiplex) subcentralis (Alexander, 1918)
- T. (Vestiplex) subscripta (Edwards, 1928)
- T. (Vestiplex) subtestata (Alexander, 1938)
- T. (Vestiplex) subtincta (Brunetti, 1912)
- T. (Vestiplex) tacomicola (Alexander, 1949)
- T. (Vestiplex) takahashiana (Alexander, 1938)
- T. (Vestiplex) tanycera (Alexander, 1961)
- T. (Vestiplex) tardigrada (Edwards, 1928)
- T. (Vestiplex) tchukchi (Alexander, 1934)
- T. (Vestiplex) teshionis (Alexander, 1921)
- T. (Vestiplex) testata (Alexander, 1935)
- T. (Vestiplex) theowaldana (Alexander, 1964)
- T. (Vestiplex) tillyardana (Alexander, 1970)
- T. (Vestiplex) tumididens (Savchenko, 1988)
- T. (Vestiplex) tumulta (Alexander, 1934)
- T. (Vestiplex) tuta (Alexander, 1936)
- T. (Vestiplex) vaillanti (Theowald, 1977)
- T. (Vestiplex) verecunda (Alexander, 1924)
- T. (Vestiplex) virgatula (Riedel, 1913)
- T. (Vestiplex) wahlgrenana (Alexander, 1968)
- T. (Vestiplex) walkeriana (Alexander, 1971)
- T. (Vestiplex) wrangeliana (Stackelberg, 1944)
- T. (Vestiplex) xanthocephala (Yang and Yang, 1991)
- T. (Vestiplex) xingshana (Yang and Yang, 1997)
- T. (Vestiplex) yunnanensis (Alexander, 1942)
- T. (Vestiplex) zayulensis (Alexander, 1963)